# Johann Georg Hinsberg

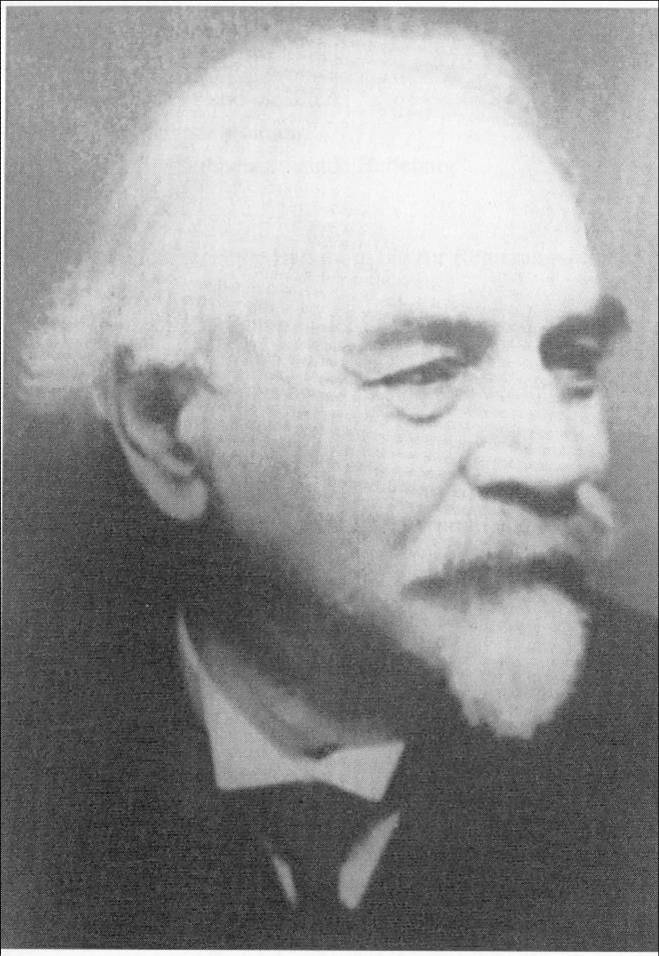
Johann Georg Hinsberg

Johann Georg Hinsberg (* 14. November 1862 in Darmstadt; † 25. Oktober 1934 in Berleburg) war Pfarrer in der evangelischen Kirchengemeinde Berleburg, Superintendent des Kirchenkreises Wittgenstein und ein für die Region Wittgenstein bedeutender Regionalhistoriker.

## Leben
Hinsberg kam in Darmstadt als Sohn des Bankdirektors und Mitbegründers des Barmer Bankvereins Matthias Hinsberg zur Welt. Nach dem Schulbesuch in Barmen und dem Militärdienst begann er eine forstwirtschaftliche Ausbildung in Bredelar, die er aber abbrach. Er studierte anschließend Theologie in Bonn und Berlin. Zu seinen Lehrern zählten der Theologe Franz Ludwig Steinmeyer und der Historiker Heinrich von Treitschke. Nach dem Studium war Hinsberg kurz als Hauslehrer tätig, wonach er in Langerfeld bei Barmen das Vikariat absolvierte. 1888 wurde er ordiniert, 1889 heiratete er Elisabeth Müller aus Falkenberg/Hessen.
1893 wurde Hinsberg auf die zweite Pfarrstelle in Berleburg berufen. 1900 stieg er zum ersten Pfarrer auf. 1929 wählte ihn die Synode des Kirchenkreises Wittgenstein zu ihrem Superintendenten. 1933 trat er in den Ruhestand.

## Leistungen
In Berleburg ist Hinsberg als volksnaher und populärer Seelsorger in Erinnerung. Von Bedeutung, wenn auch wegen unterschiedlich guter Belegpraxis teilweise schwierig nachzuvollziehen, sind nach wie vor mehrere seiner lokalhistorischen Forschungen, die er aus Quellenstudien in Kirchenarchiven, vor allem aber im Fürstlich-Sayn-Wittgenstein-Berleburgischen Schlossarchiv gewann. Nach wie vor nur in Details überholt ist seine umfangreiche Geschichte des Adelshauses  zu Sayn-Wittgenstein-Berleburg, von der nur drei Bände erschienen sind. Beachtenswert, aber kaum noch zugänglich ist die Vielzahl kleiner Beiträge Hinsbergs, die als Serien in Zeitungen oder gebündelt in Sammelbänden erschienen.
Hinsberg gehörte einer Generation national-konservativer Geistlicher an. Noch 1929 bedauerte er, dass die Kirche nun außerhalb des ’’sicheren Hafens der Monarchie’’ stehe und in ihrem (in Wittgenstein reformierten) Bekenntnisstand gefährdet sei. Die positive Grundeinstellung gegenüber der Obrigkeit des alten Kaiserreiches wird auch in Hinsbergs Schriften deutlich.

## Werke in Auswahl
- Aus Berleburgs alten Kirchenbüchern. Ohne Ort und Jahr (Berleburg um 1909).
- Berleburger Bilderbuch. Berleburg 1912; 2. Auflage Siegen 1929.
- Streifzüge durch Berleburgs Vergangenheit. Berleburg 1915.
- Sayn-Wittgenstein-Berleburg I: Die Gesamtgrafschaft Wittgenstein bis zur Bildung der selbständigen Grafschaft Wittgenstein-Berleburg um 1603/5 unter besonderer Berücksichtigung der Herrlichkeit und Stadt Berleburg in heimatlichem Bildschmuck. Berleburg 1920. Digitalisat.
- Sayn-Wittgenstein-Berleburg IV: Kulturgeschichte im Rahmen eines Zwergstaates oder die Grafschaft Wittgenstein-Berleburg unter der Regierung des Grafen Ludwig Ferdinand (1741–1773). Berleburg 1925. Digitalisat.
- Sayn-Wittgenstein-Berleburg V: Geschichte der Grafschaft Wittgenstein-Berleburg unter der Regierung von Christian Heinrich, Graf, seit 1792 Fürst zu Sayn-Wittgenstein-Berleburg (1773–1800). Berleburg 1920. Digitalisat.
- Geschichte der Kirchengemeinde Berleburg bis zur Regierungszeit des Grafen Casimir (18.Jh.). Eingeleitet, herausgegeben und kommentiert von Johannes Burkardt und Ulf Lückel. Bad Berleburg 1999.